# Alger Chaîne 2
 (décembre 2011).
Si vous disposez d'ouvrages ou d'articles de référence ou si vous connaissez des sites web de qualité traitant du thème abordé ici, merci de compléter l'article en donnant les références utiles à sa vérifiabilité et en les liant à la section « Notes et références ».
Alger Chaîne 2 est une radio généraliste algérienne, d'expression berbère qui fait partie de la Radio algérienne. C'est la plus ancienne radio en langues berbères d'Algérie.
La Chaîne 2 diffuse ses programmes en cinq variantes linguistiques du berbère ; principalement en kabyle, mais également en chenoui, chaoui, mozabite et targui. Toutes les heures, elle propose un journal ou un flash d'information.

## Histoire
En 1948, la radio qui relevait de l'autorité française coloniale lance une station de radio en kabyle. À l'indépendance, elle est maintenue par la Radiodiffusion-télévision algérienne et devient une radio nationale incluant d'autres dialectes du berbère.
Entre novembre 2012 et février 2013, la Chaîne 2 s'est classée 5e au niveau national en termes d'audiences par diffusion en flux sur internet avec 1 047 459 auditeurs (soit 4,8% de l'audience totale de la Radio algérienne via internet), cumulant 146 630 heures d'écoute pour une durée moyenne de 5 heures et 40 minutes d'écoute par internaute.

## Organisation

### Direction
- Mohamed Menouchi (jusqu'en 2021)
- Madjid Ferhati (depuis 2021)[3]

### Animateurs
- Mohamed Menouchi (Forum du jeudi)
- Ahmed Boussaha (Au pays des berbères)
- Mohand Berkouke (Question internationale)
- Mohamed Bounoura (Thaskala)
- Mohamed Ben Medoure (Machahou, Si les vestiges m'était contés)
- Aberkane Frid Riad (Chanteurs amateurs)
- Dr Badi Dida (Les beautés du Sahara)
- Yacine Mouhous et Abdelghani Bouda (L'Invité du matin)
- Saïd Belkadi
- Karim Hennad